# Історичний музей
Історичний музей — музейний заклад, колекції якого розкривають історію розвитку певного явища, події, історичного періоду, географічної одиниці, установи чи видатної особистості. За законом України про музейну справу історичні музеї поділяються на загальноісторичні, військово-історичні, історії релігії, історико-побутові, археологічні та етнографічні.
Відповідно до системи історичних наук історичні музеї розподіляються на кілька підгруп:
- загальноісторичні;
- археологічні;
- воєнно-історичні;
- етнографічні;
- музеї історії релігії та церкви;
- музеї історії окремих підприємств й установ;
- меморіальні;
- монографічні[2].

За адміністративним підпорядкуванням поділяються на державні, комунальні, приватні, відомчі, громадські.

## Військово-історичні
Експозиції описують військову історію, розвиток військового мистецтва, військової техніки і спорядження. До військово-історичних музеїв належать музеї загальної воєнної історії, музеї окремих родів військ (артилерійські, воєнно-морські, авіаційні та ін.), музеї військових підрозділів (військові, полкові та ін.), музеї, присвячені видатним воєнним подіям і музеї, присвячені видатним воєнним подіям та знаменитим полководцям.
В їх числі – Музей "Арсенал" у Львові, Музей "Зборівська битва" в м. Зборів Терноп. обл., Очаківський військово-історичний музей у м. Очаків Миколаїв. обл., Великої Вітчизняної війни 1941–1945 років національний музей у Києві, Волинський регіональний музей українського війська та військової техніки у Луцьку.

## Археологічні музеї
Здійснюють збір, зберігання, вивчення і популяризацію давніх і середньовічних пам'яток матеріальної культури і мистецтва.
Приклади: Археологічний музей Інституту археології НАН України в Києві, Одеський археологічний музей НАН України, Нац. заповідник "Херсонес Таврійський" в Севастополі, Історико-археол. заповідник "Ольвія" НАН України в с. Парутине Очаківського р-ну Миколаїв. обл., Музей археології печерних міст у Бахчисараї, приватний історико-археологічний музей "Прадавня Аратта – Україна" в с. Трипілля Обухівського р-ну Київ. обл.

## Етнографічні музеї
Комплектують, зберігають, вивчають, експонують, популяризують пам'ятки матеріальної і духовної спадщини народу.

## Список

### Білорусь
- Національний історичний музей Республіки Білорусь — музей розташований в Мінська.

### Вірменія
- Національний історичний музей Вірменії — головний історичний музей Вірменії, розташований у місті Єревані.

### Німеччина
- Німецький історичний музей — музей історії Німеччини, розташований в Берліні.
- Історичний музей (Франкфурт) — історичний музей Франкфурта-на-Майні, розташований в історичному центрі міста.

### Росія
- Державний історичний музей — музей у Москві
- Історичний музей (Владимир) — музей у Владимирі-на-Клязьмі

### Хорватія
- Хорватський історичний музей — державний історичний музей у столиці Хорватії місті Загребі.

### Україна
- Національний музей історії України — провідний історичний музей України. Розташований з 1944 року у м. Києві, на Старокиївській горі — місці народження української столиці.
- Військово-історичний музей Чорноморського флоту — військово-історичний музей, розташований у місті Севастополі.
- Харківський історичний музей імені М. Ф. Сумцова — колишній музей Слобідської України ім. Г.Сковороди, заснований в 1920 році.
- Чернігівський обласний історичний музей імені В. В. Тарновського — державний обласний музей у місті Чернігові (Україна); один з найдавніших історичних музеїв держави.
- Історичний музей Святогірського історико-архітектурного заповідника — музей, розташований на території Свято-Успенської Святогорської Лаври.
- Дніпропетровський історичний музей імені Дмитра Яворницького — музей у місті Дніпро, який був заснований губернатором Андрієм Яковичем Фабром у 1849 році.
- Історичний музей «Євреї Єлисаветграда» — музей, присвячений життю Єлизаветградських євреїв, розташований у місті Кропивницький.
- Львівський історичний музей — колишній Національний музей імені Яна III.
- Кам'янець-Подільський державний історичний музей-заповідник.
- Корсунь-Шевченківський історичний музей — історичний музей у місті Корсуні-Шевченківському Черкаської області.
- Оржицький народний історичний музей — народний історичний музей у селищі міського типу Оржиці Полтавської області.
- Макарівський історико-краєзнавчий музей — історико-краєзнавчий музей у районному центрі Київської області смт Макарові.
- Бориспільський державний історичний музей — історичний музей у районному центрі Київської області місті Борисполі.
- Яготинський історичний музей — державний історичний музей, що фактично є сукупністю різнопрофільних місцевих музеїв, розташований у районному центрі Київської області місті Яготині.
- Канівський історичний музей — історичний музей міста Канева створений у січні 1991 року.
- Зіньківський районний народний історичний музей — районний народний історичний музей у місті Зінькові Полтавської області.
- Славутський історичний музей — історичний музей у райцентрі Хмельницької області місті Славуті.
- Корецький районний історичний музей — районний історичний музей у місті Корці Рівненської області.
- Кіцманський історичний музей — історико-краєзнавчий музейний заклад у місті Кіцмань Кіцманського району, Чернівецької області.
- Музей історії міста Тисмениці імені Степана Гаврилюка — міський історичний музей у місті Тисмениці Івано-Франківської області.
- Ічнянський історико-краєзнавчий музей — історичний і краєзнавчий музей у районному центрі Чернігівської області місті Ічня.

### Японія
- Кіотський національний музей — Хіґасіяма, Кіото; державний музей.
- Національний історико-етнографічний музей Японії — Сакура, Тіба; державний музей.
- Токійський національний музей — Тайто, Токіо; державний музей.

### Інші країни
- Єврейський історичний музей — музей історії євреїв у Нідерландах, розташований в Амстердамі.
- Монгольський національний історичний музей — найбільший історичний музей Монголії, розташований у столиці країни Улан-Баторі.
- Музей вікінгів Лофотр — історичний музей, заснований на реконструкції та археологічних розкопках села вікінгів в Нур-Норзі на архіпелазі Лофотен в Норвегії.

- Національний військово-історичний музей у Софії.
- Військово-історичний музей у Відні.
- Військово-історичний музей артилерії, інженерних військ і військ зв'язку — найстаріше і найбагатше Росії сховище зразків холодної і вогнепальної зброї та артилерійських гармат.
- Державний історичний музей у Москві.
- Історичний музей у Ватикані.
- Національний історичний музей у Афінах.
- Національний історичний музей у Аргентині.

## Інші значення
- Історичний музей (станція метро) — станція Харківського метрополітену.